# Ривервју (Мисури)
Ривервју (енгл. Riverview) град је у америчкој савезној држави Мисури.

## Демографија
По попису из 2010. године број становника је 2.856, што је 290 (-9,2%) становника мање него 2000. године.
| Група             | 2000.         | 2010.         |
| Белци             | 1.792 (57,0%) | 769 (26,9%)   |
| Афроамериканци    | 1.250 (39,7%) | 1.996 (69,9%) |
| Азијати           | 5 (0,2%)      | 9 (0,3%)      |
| Хиспаноамериканци | 51 (1,6%)     | 20 (0,7%)     |
| Укупно            | 3.146         | 2.856         |